# 2606 Odessa
2606 Odessa è un asteroide della fascia principale. Scoperto nel 1976, presenta un'orbita caratterizzata da un semiasse maggiore pari a 2,7603252 au e da un'eccentricità di 0,2639067, inclinata di 12,44728° rispetto all'eclittica.
L'asteroide è dedicato all'omonima città ucraina.